# Vipeholmsexperimenten

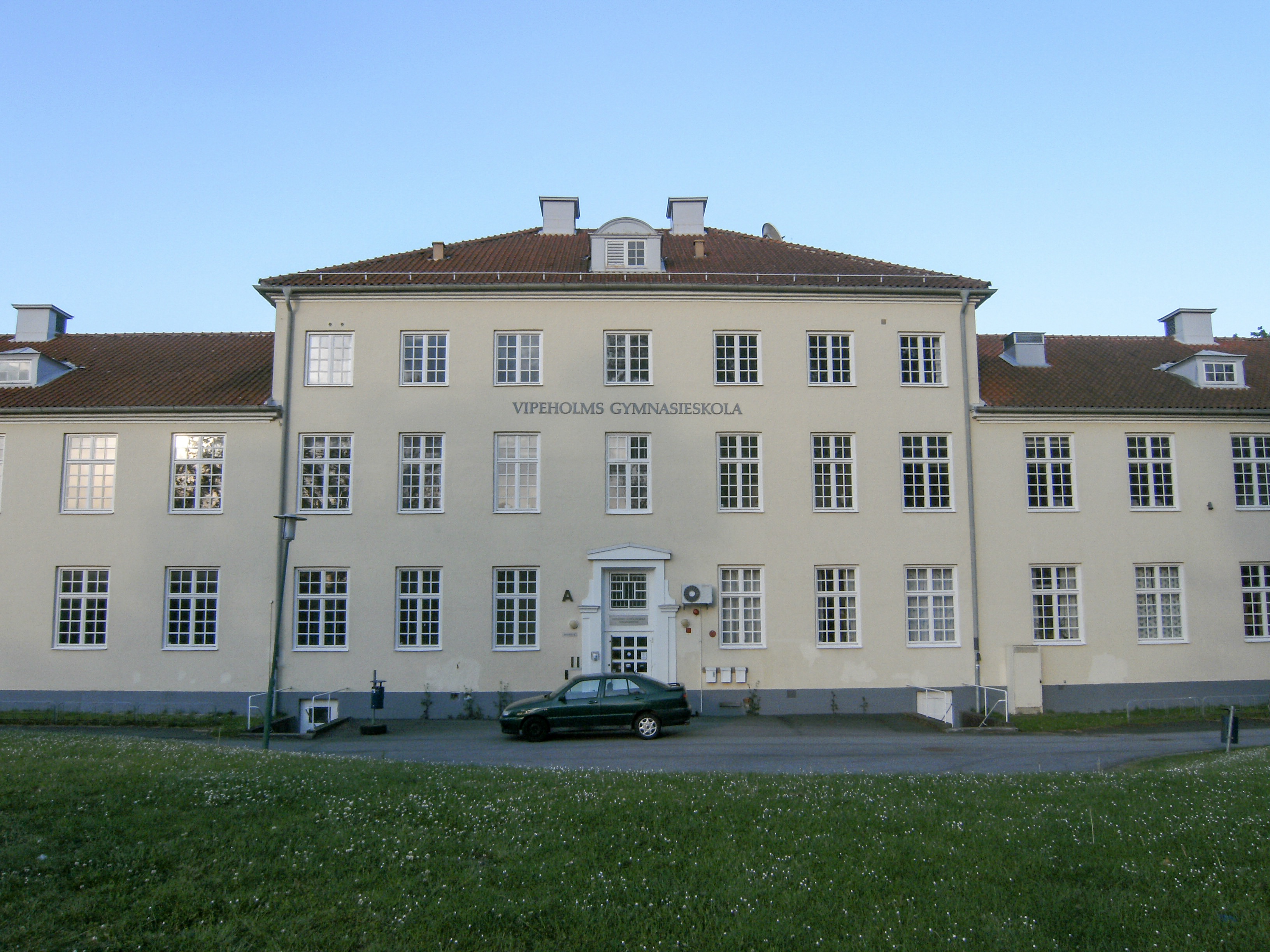
Vipeholms anstalt är ombyggd till gymnasieskola.

Vipeholmsexperimenten var tre medicinska undersökningar på patienter och anställda på Vipeholms anstalt för vad som då kallades "svårskötta obildbara sinnesslöa" i Lund åren 1945–1955. De bestod av försök med att förebygga karies genom vitaminer och mineraler 1946–1947, experiment med att provocera karies med hjälp av sötsaker 1947–1951 och experiment med bröds inverkan på tänderna 1953–1955. Experimenten har i efterhand givit upphov till en forskningsdebatt i medicinsk etik. Högsta ansvariga var chefen för Medicinalstyrelsen (föregångare till Socialstyrelsen), J. Axel Höjer (1945–1952), och chefen på underavdelningen Tandvårdsbyrån, Arvid Bernhard Maunsbach (1945–1955).

## Bakgrund
Tandhälsan i Sverige var usel i början på nittonhundratalet. År 1942 hade 99,9 procent av svenska beväringar karies och det var även mycket vanligt i treåringars mjölktänder. Per Albin Hanssons socialdemokratiska regering (1936–1939), samlingsregeringen (1939–1946), och Tage Erlanders socialdemokratiska regering (1946–1969) införde under denna tid många kostsamma reformer som folkpension, reglerad arbetsdag, allmänna barnbidrag, allmän sjukförsäkring och bostadsbidrag. 1938 infördes folktandvården. Att sänka kostnaden var svårt, då man inte visste vad som orsakade det man kallade "tandrötan". Forskare i och utanför Sverige undrade om tandrötan var en allmänsjukdom i stil med tuberkulos eller om kanske bakterier fick tänderna att ruttna Med anledning av detta gav Riksdagen vid tidpunkten för 1939 års samlingsregering Medicinalstyrelsen i uppdrag att genomföra en grundläggande studie om vad karies berodde på och hur det kunde förebyggas. Carl Erik Quensel, som tog över efter Claes Lundquist som ansvarig statistiker ville ha minst 1 000 försökspersoner i experimenten för att resultaten skulle bli statistiskt säkerställda  Tidigare försök i världen hade gjorts på fångar och barnhemsbarn, men hade fått avbrytas när de intagna bytte kost med varandra eller efter en kort tid lämnat institutionerna. För det aktuella experimentet behövde man under en längre tid kontrollera vad försökspersonerna åt.

### Vipeholm
Vipeholms sjukhus i östra Lund var en statlig specialanstalt, för vad man då kallade "svårskötta obildbara sinnesslöa". Det var när det öppnade 1935 landets 95:e sinnesslöanstalt och dit kom mest män, men även kvinnor och barn, vars vårdbehov de andra anstalterna inte kunde möta. Ett forskningsprojekt pågår 2021–2024 om vården på Vipeholm. Än så länge finns ingen publicerad forskning om vad de "svårskötta obildbara sinnesslöa" där hade för vårdbehov. "Vipeholmsklientelet" var de med störst vårdbehov i hela Sverige. De kallades under 1950-talet "lågtstående oligofrena" och under 1960-talet "gravt utvecklingsstörda med beteenderubbningar". Orsaken till att Vipeholmssjukhuset befanns så lämpligt för de planerade studierna var att här fanns omkring 1 000 intagna och 300 anställda under lång tid som åt likadan mat och levde i likadan miljö. Här fanns alltså en unikt stabil och kontrollerad försöksgrupp för fleråriga studier. De åtta avdelningarna möjliggjorde att man på ett logistiskt enkelt sätt kunde bilda stabila försöks- och kontrollgrupper. 
Sjukhuset avvecklades i omgångar från 1960-talet och patienterna sändes hem till respektive landsting. År 1982 omvandlades sjukhuset till ett vårdhem som i sin tur lades ned 1993. En del av byggnaderna har rivits, andra har använts som skollokaler "Vipan".

## Försök blir experiment
När vitaminförsöken startade 1945, på riksdagens uppdrag, ledda av Medicinalstyrelsens tandvårdsbyrå, var målet att försöka förbättra varje deltagares tandhälsa, för att se hur man kunde förebygga karies. Forskare menar att försöken gjorde gott för deltagarna. Men, samma forskare kritiserar att inget samtycke inhämtades, varken av intagna eller anhöriga. De intagna hade inte kunnat förstå upplägget, även om information som inte sparats till eftervärlden. Försöksvariablerna skulle i vitaminförsöket utgöras av vitamin- och mineraltillägg till en väl balanserad gemensam grundkost på 2800 kcal/dag. Under brödexperimentet utgjordes de av klibbigt bröd, hårt bröd respektive gammalt bröd. Brödexperimenten blev resultatlösa och publicerades aldrig. Även om brödexperimentet inte skadade deltagarna och om vitaminförsöket till och med gjorde dem friskare menar andra forskare att de utgjorde "/.../ ett varnande exempel på vad som kunde hända i Anstaltssverige när forskarsamhället och handlingskraftiga intressenter som Medicinalstyrelsen tilläts styra forskningsprocessen utan externt reglerad insyn..."  s. 329. Det mest omtalade experimentet var kolhydratexperimentet. Det var inte ett förebyggande försök där man försökte hjälpa deltagarna utan ett kariesprovocerande experiment där man medvetet skadade deltagarnas tänder. Medicinalstyrelsen rapporterade inte omläggningen från försök till experiment till sin beställare, riksdagen, förrän den var genomförd.
I kariesexperimenten var bara 150 från personalen med (och de uteslöts under experimentets gång eftersom många gav bort sina ransoner). De intagna som gjorde motstånd fick inte heller vara med då inget våld fick förekomma. Av de cirka 1 000 intagna och 300 anställda deltog därför bara cirka 630 intagna som försökspersoner. De åtta försöksgrupperna i kolhydratexperimentet fick förändrad kosthållning. Alla fick behålla tilldelningen av de vitaminer som gjort gott, och alla fick sänkt energiinnehåll (1800 kcal/dag) i grundkosten. En grupp åt bara grundkosten. De andra fick ovanpå grundkosten tillskott på 150 g margarin, 300 g socker i drycken, klibbigt (färskt) vetebröd eller mindre klibbigt (24 timmar gammalt) vetebröd. Tre grupper fick 150-250 g socker i drycken till maten samt 22 kolor/dag, eller 8 toffees/dag eller 24 toffees/dag, mellan måltiderna.  Det var alltså en mindre grupp som omfattades av de så kallade "kolaförsöken". Bland dem fick ett tiotal 10-17 nya kariesangrepp och ytterligare cirka 50 fick upp till sex nya angrepp. Många angrepp gick ända in till pulpan. Patienterna hade en tråkig vardag på Vipeholm och såg mycket positivt på utdelningen av kolorna. Om de tröttnade på kolorna, och till exempel slängde dem eller gömde undan dem i möbler och sängar, bytte man smak på kolorna. Kolorna var specialgjorda: stora för att behöva tuggas länge och klibbiga för att fastna på tändernas ytor. Kariesangrepp noterades och eventuella hål lagades av speciellt anställda tandläkare men dock först efter att experimentet var färdigt. 
Vipeholmsundersökningarna har gagnat odontologin i och utanför Sverige och idag har mängden karies minskat. Resultatet gav kunskap om vad som orsakar karies. Sockrets påverkan på tänderna kartlades. Följden blev att rekommendationerna för tandhygien helt förändrades och att Folktandvårdens uppdrag kunde läggas om från att laga till att förebygga. Två forskare från Vipeholm, Lisa Swenander Lanke och Bo Krasse, fortsatte sitt samarbete efter försöksstationens nedläggning 1955, och lanserade  idén att stor godiskonsumtion en dag i veckan var mindre farligt än mer måttlig konsumtion under alla veckans dagar, vilket gav rekommendationen och begreppet lördagsgodis.
Ur etisk synvinkel är debatten om Vipeholmsexperimenten alltjämt levande, dels som exempel på hur forskning som orsakat försöksdeltagarna stort lidande gynnat förståelsen av ny kunskap, dels som exempel på hur mäktiga intressenter som Medicinalstyrelsen styrt studien. Anklagelserna från 1953 om att den sponsrande sötsakindustrin skulle ha påverkat studien väcker till eftertanke om industrins inblandning i forskning än idag. Ingen vet hur patienterna själva upplevde det, eftersom de aldrig fick eller kunde avlägga vittnesmål.

### Etiska överväganden
Försöken genomfördes efter beslut av riksdagen som hade den högsta beslutanderätten innan, många år senare, etiska kommittéer inrättades. En beskrivning av riksdagens överväganden finns publicerad[källa behövs] och där en beskrivning ges av hur kariessituationen var på denna typ av vårdenhet innan det fanns moderna lugnande medel. Rena sömnmedel fanns, men detta var långt före tillkomsten av fentiaziner, butyrofenoner, bensodiazepiner etcetera.

### Ansvaret
Under alla tre undersökningar hade Medicinalstyrelsen och Tandvårdsbyrån högsta ansvaret. Forskning om tvångssteriliseringarna (1935–1975) lyfter fram Medicinalstyrelsen som aktiv aktör bakom steriliseringarna och i det historikern Mattias Tydén kallat "Anstalts-Sverige", ett Sverige där bemötandet av patienter styrdes av kollegialitet, professionalism och samhällets allmänna förväntningar snarare än av patienterna själva och deras behov. Uppdraget kom formellt från Riksdagen 1939.[källa behövs] Den nya riksdag som efterträdde riksdagen under Regeringen Hansson III hölls inte informerad av Medicinalstyrelsen och Tandvårdsbyrån om förändringen från förebyggande försök till skadliga experiment, förrän omläggningen väl var genomförd . Tre forskningsledare hade ansvaret på plats. Under vitaminförsöken hade sjukhuschefen Hugo Fröderberg ansvaret, tillsammans med den kontrollerande tandläkaren Claes Lundquist. Efter omläggningen till kariesprovocerande experimenten 1948 ersattes Fröderberg av Bengt Gustafsson, som stannade även under brödexperimentet. Forskningen har hittills visat att Gustavsson tillsattes för att Fröderberg inte fungerade i experimentsituationen, där vetenskapliga faktorer snarare än vårdande skulle styra: Fröderberg kunde vård och Gustafsson kunde vetenskap  s148-154, 172-185. Nu pågående, ännu opublicerad, forskning ställer frågan varför Gustafsson såg Lundquist som sin främsta konkurrent när han tillträdde. Frågan om det praktiska ansvaret kan vila på frågan från 2006 om varför Lundquist var den försöksledare Gustavsson behövde Medicinalstyrelsens auktoritet för att ersätta  s. 174..

### Vipeholmsexperimenten i kulturen
2020 publicerades Elin Lindholms barnbok Skön är hamnen, baserad på händelserna kring kariesexperimenten.
2023 hade långfilmen Sockerexperimentet premiär på bio. I roller bland andra Per Ragnar, Amanda Malmberg, Sandra Redlaff, Tony Lundgren, Henrik Norman, Elisabeth Ehde Thorbjörndsdotter, Isak Bruno och Emanuel Blom.